# La Cuisine au beurre
Pour plus de détails, voir Fiche technique et Distribution.
La Cuisine au beurre est un film franco-italien réalisé par Gilles Grangier et sorti en 1963.

## Synopsis
Après quelques années passées en captivité durant la Seconde Guerre mondiale, puis en liberté auprès de Gerda en Autriche jusqu'au retour du mari de celle-ci, Fernand Jouvin, restaurateur marseillais rigolard et menteur, revient à Martigues pour retrouver son épouse Christiane. Mais il découvre que cette dernière, le croyant mort, s'est remariée avec André, un cuisinier normand, qui a transformé son petit restaurant en une table réputée. Fernand s'incruste dans son ancienne maison, et la rivalité s'installe entre le Normand travailleur et rigide et le Marseillais paresseux et bon vivant.

## Fiche technique
- Titre original : La Cuisine au beurre
- Titre italien : Cucina al burro
- Réalisation : Gilles Grangier
- Scénario : Jean Manse, Pierre Lévy-Corti, Jean Levitte
- Dialogues : Raymond Castans
- Assistants à la réalisation : Serge Piollet, Jean Pourtalé
- Décors : Rino Mondellini
- Coiffures : Carita pour Claire Maurier
- Photographie : Roger Hubert
- Son : Jean Bertrand
- Effets spéciaux et générique : Jean Fouchet
- Montage : Madeleine Gug, Ginette Boudet
- Musique : Jean Marion
- Production : Robert Dorfmann
- Directeur de production : Claude Heymann
- Sociétés de production : Les Films Corona (France), Films Agnès Delahaie (France), Dear Film Produzione (Italie)
- Sociétés de distribution : Valoria Films (distributeur d'origine pour la France[1]), Les Acacias[2] (France), Tamasa Distribution[3] (France), StudioCanal Films Limited[1] (vente à l'étranger)
- Pays d'origine :  France,  Italie
- Langue : français
- Format : 35 mm — noir et blanc[Note 2] — 2.35.1 (Franscope) — son monophonique
- Tirage : Laboratoire Franay, LTC Saint-Cloud
- Genre : comédie
- Durée : 82 minutes[1],[3]
- Dates de sortie : 
  - France : 20 décembre 1963
  - Italie : 11 décembre 1964
- (fr) Classification et visa CNC : tous publics, visa d'exploitation no 28132 délivré le 19 décembre 1963
- (fr) Box-office : 6,397 millions d'entrées (plus gros succès de Gilles Grangier)

## Distribution
- Fernandel : Fernand Jouvin
- Bourvil : André Colombey
- Claire Maurier[Note 3]: Christiane Colombey
- Andrex : Pelletan
- Mag-Avril : Mme Rose
- Edmond Ardisson : Carlotti
- Henri Arius : le maire
- Laurence Lignères : Marinette
- Évelyne Séléna : Louise
- Gaston Rey : Espinasse
- André Tomasi : Gervasoni
- Roger Bernard : Jeannot
- Henri Vilbert : Maître Sarrazin
- Anne-Marie Carrière : Gerda
- Michel Galabru : Maximin, le postier
- Max Amyl (non crédité) : un photographe
- Georges Audoubert (non crédité) : un client
- Frédéric Gérard : le journaliste qui interviewe Fernand (Fernandel)
- Georges Rostan (non crédité) : un marmiton
- Jean-Pierre Zola (non crédité) : le dîneur importuné
- Henri Bon[Note 4] (non crédité) : Bernard, le filleul de Fernand
- Gilles Grangier : L'instituteur

## Musique du film
Musique de Jean Marion et orchestre sous la direction du compositeur, super 45 tours mono, disque Bel Air 211132M, 1963.
Liste des titres : 
1. Générique (1 min 32 s)
2. Martigues (1 min 52 s)
3. Sentiment (1 min 28 s)
4. Les Filets de pêche (2 min 25 s)
5. Valse de la cuisine au beurre (1 min 27 s)
6. Petit Bal (1 min 52 s)

## Production

### Duo Fernandel / Bourvil
La Cuisine au beurre est non seulement la rencontre de deux des plus grandes vedettes de l'époque, mais également celle d'un admirateur avec son idole : Bourvil avait en effet, depuis son enfance, une énorme admiration pour Fernandel. Il a d'ailleurs commencé sa carrière comme chanteur en interprétant des chansons de celui-ci dans des radio-crochets. Par la suite, Fernandel a suivi la carrière de Bourvil et assistait à ses spectacles. 
Néanmoins, sur le tournage de La Cuisine au beurre, Bourvil est déçu sur le plan humain par Fernandel : ce dernier a en effet pour habitude de tout faire pour tirer la vedette à lui, en ne laissant guère d'espace à ses partenaires ; de plus, étant vedette depuis plus longtemps que Bourvil, il se considère comme d'un niveau supérieur à lui. Pendant les interviews de promotion du film, on peut voir Fernandel coupant la parole à Bourvil et répondant à sa place aux journalistes. Bourvil n'a ensuite jamais plus voulu retravailler avec Fernandel.
Quelques années plus tard, à la suite de la mort de Bourvil, Fernandel lui rendra hommage. Il dira de Bourvil que lors du tournage de La Cuisine au beurre, il était « la bonté même, la gentillesse personnifiée, c'était le type qui aimait tout le monde, était bien avec tout le monde ». Fernandel déplorera également la perte pour le cinéma d'« un acteur irremplaçable », et pour lui-même d'« un acteur qui l'a fait rire [...] d'un grand ami et d'un être cher ».

### Tournage
- Période de prises de vue : 29 août au 19 novembre 1963[7].
- Intérieurs : studios de Billancourt[7], Boulogne-Billancourt (Hauts-de-Seine).
- Extérieurs[8],[9] : 
  - Bouches-du-Rhône : Martigues (quartiers de l'Île et de Jonquières ; hameau de Carro pour les scènes de la partie de pêche et à la plage), palais de justice d'Aix-en-Provence (scène où André et Christiane discutent avec leur avocat maître Sarrazin).
  - Eure : Le Noyer-en-Ouche, La Ferrière-sur-Risle.

Le projet du film est lancé très rapidement, sur la seule idée de réunir Fernandel et Bourvil, au point que le tournage commence avec un scénario inachevé. Les deux acteurs ayant constaté l'incohérence de ce qu'on leur faisait jouer, les prises de vue finissent par être arrêtées pendant quatre semaines à la suite d'une colère de Fernandel. Une fois le scénario réécrit comme le réclamait l'acteur, le tournage peut reprendre, avec par ailleurs une nouvelle actrice principale.

Tournage extérieur
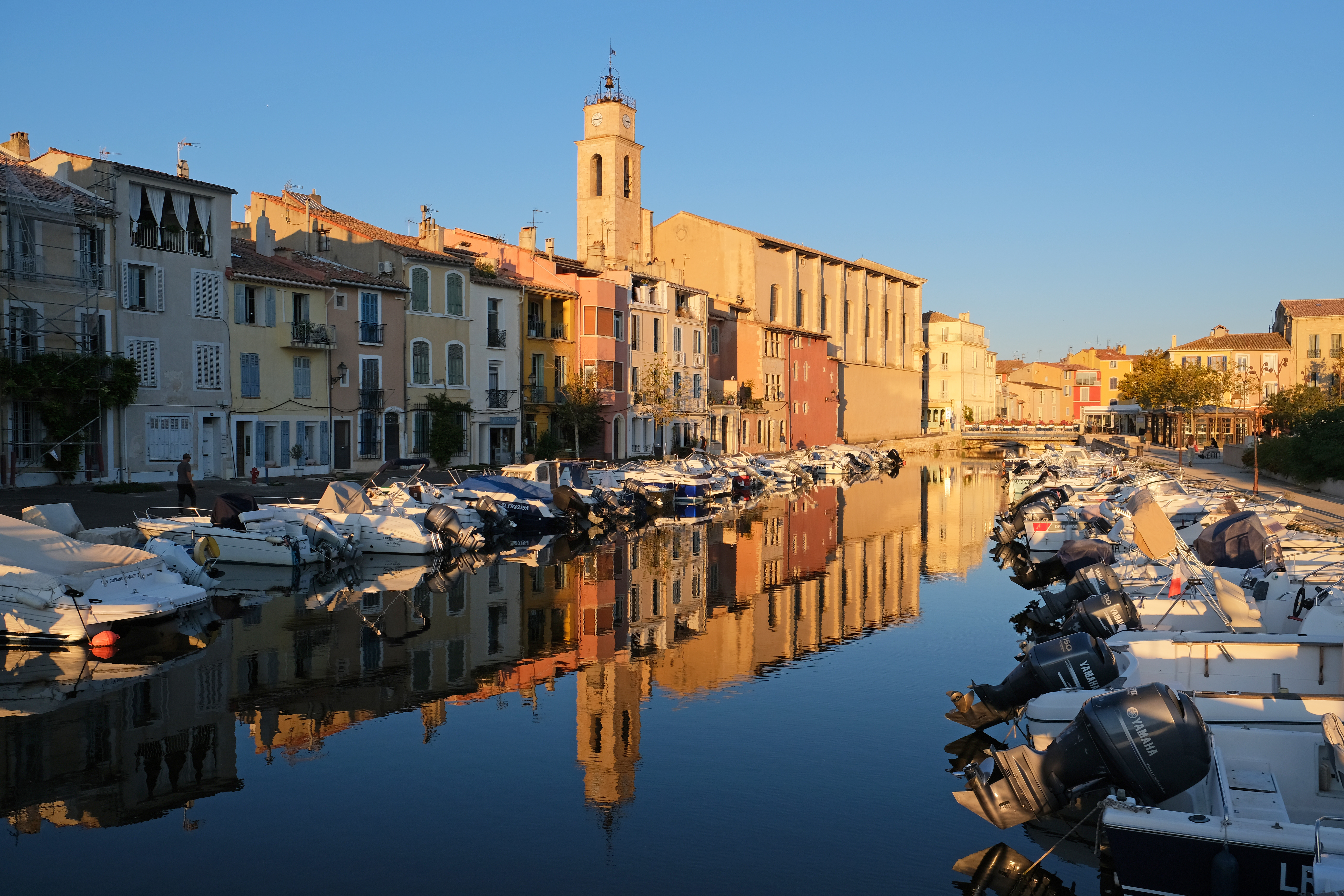
Le restaurant « La Sole Normande » se situe au bord du canal Saint-Sébastien. À l'arrière-plan, l'église Sainte-Madeleine (1688).
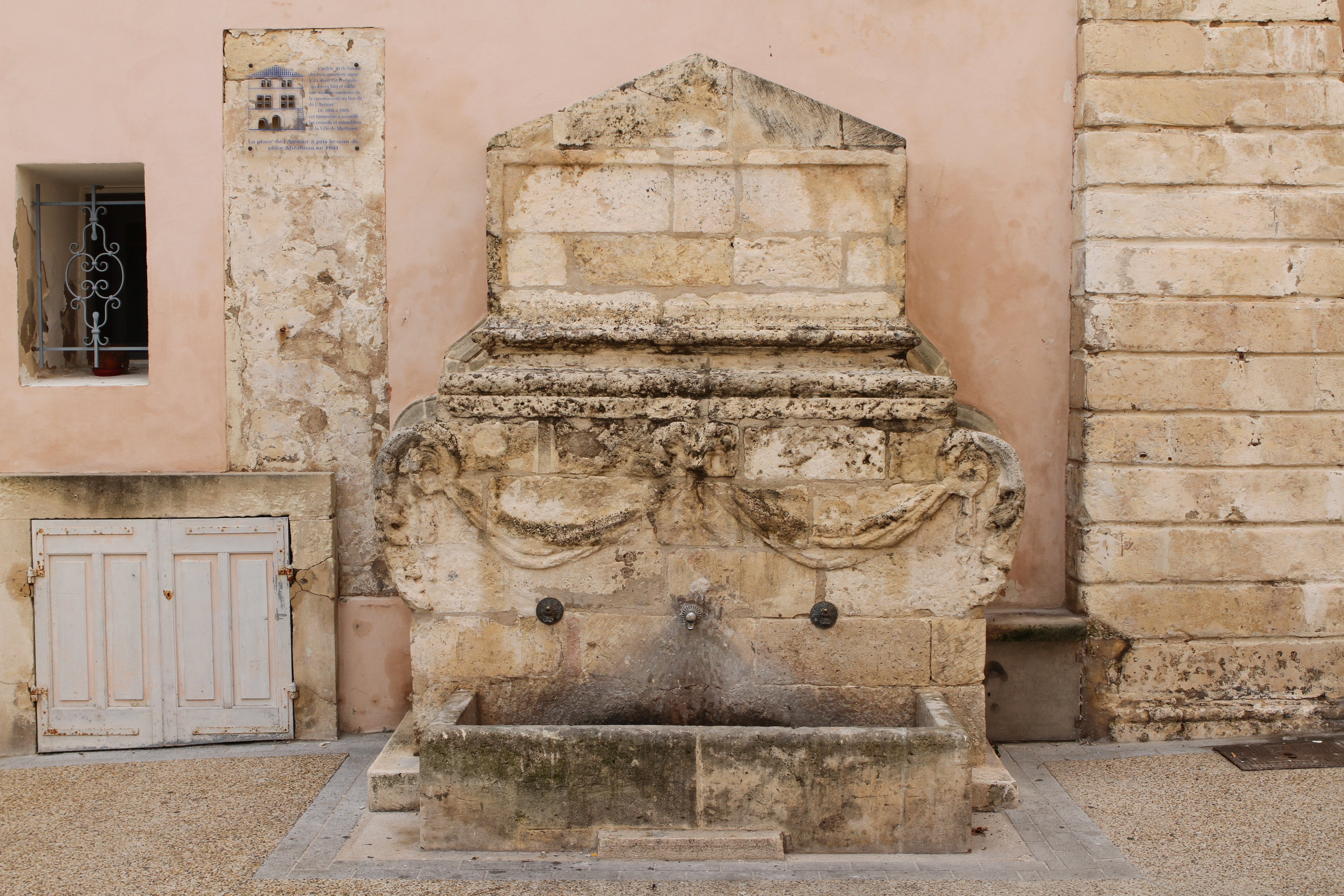
Fontaine (construite en 1651) censée jouxter le restaurant dans le film[10].
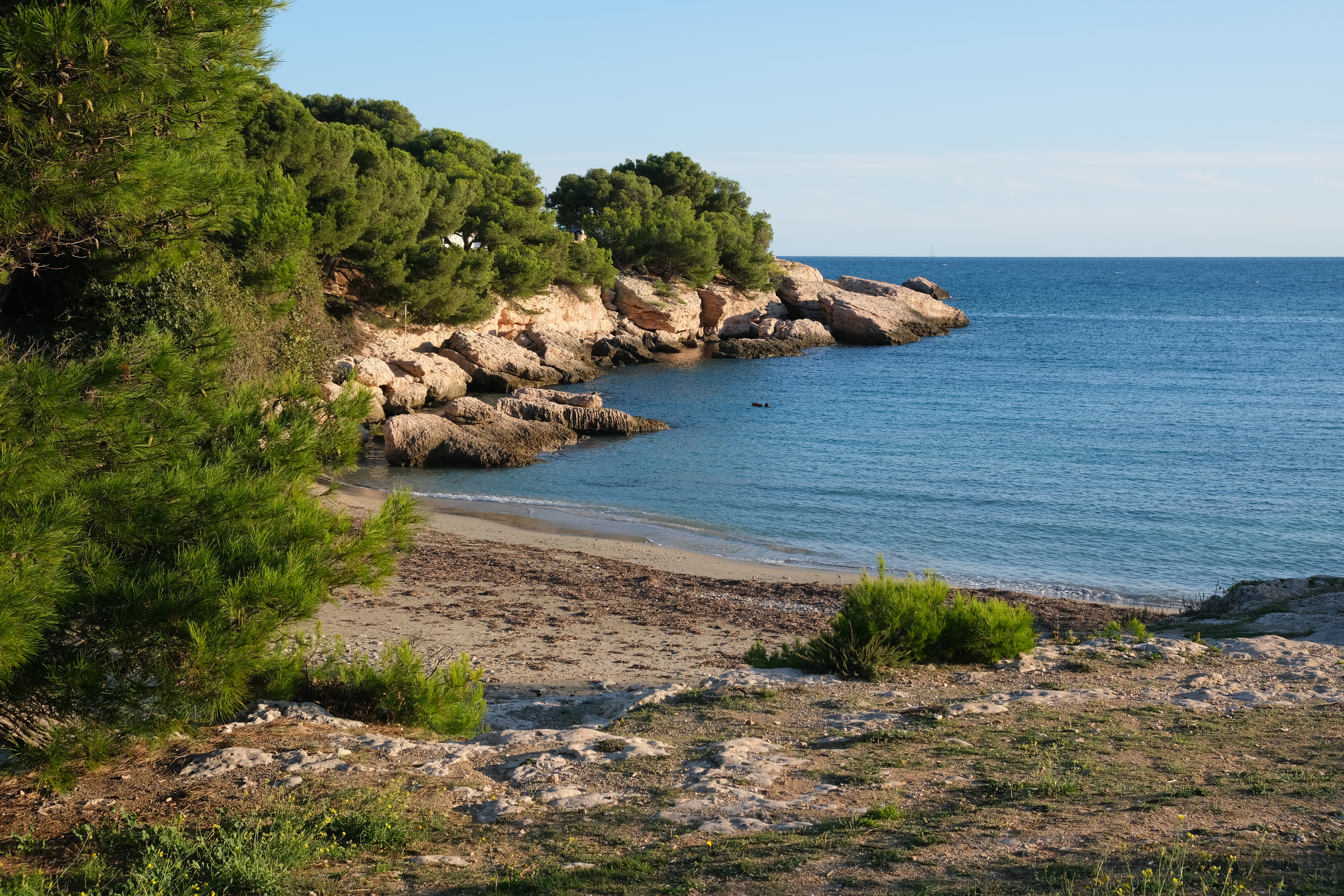
Hameau de Carro[Note 5] où furent tournées les scènes de pêche et de plage.
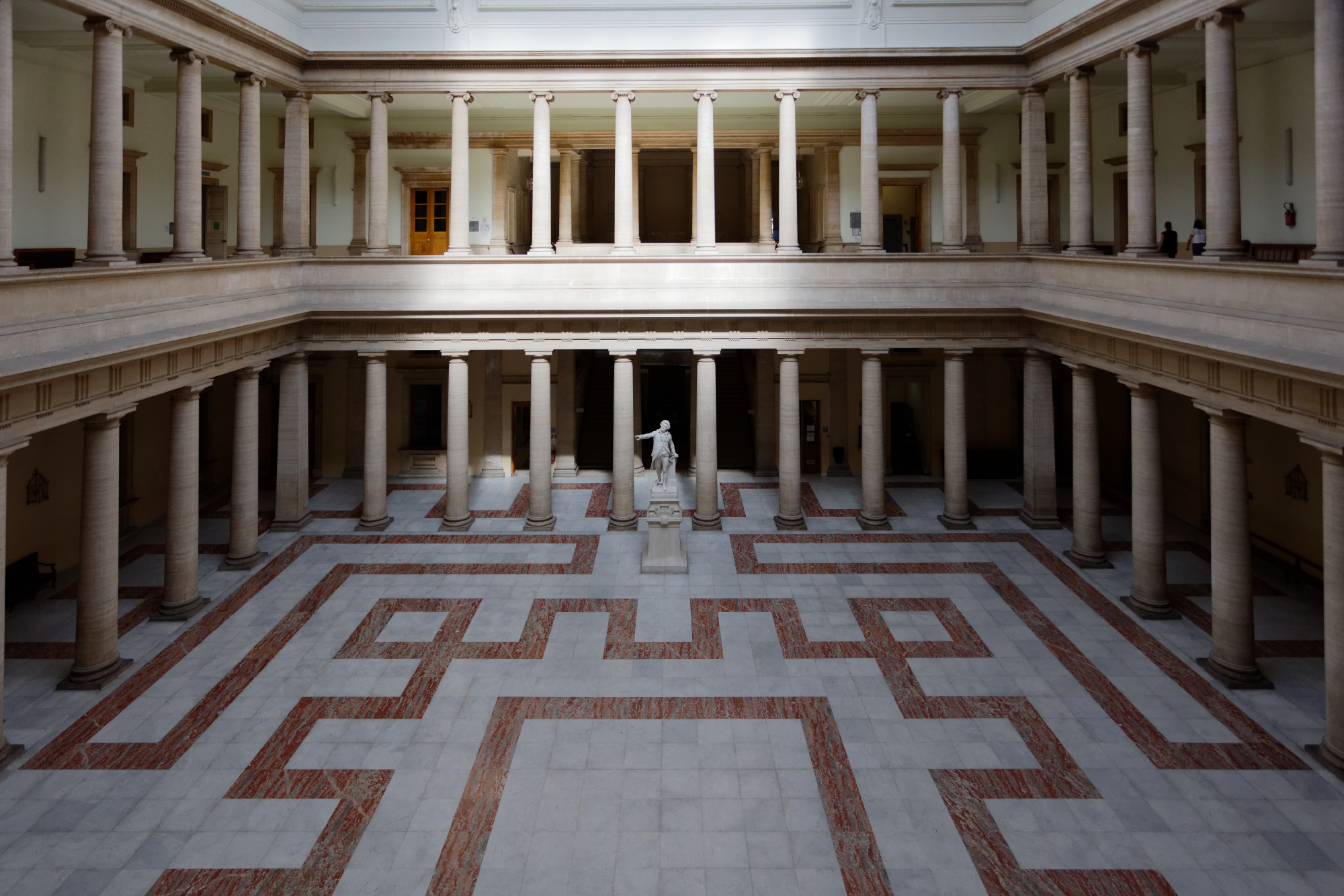
Au palais de justice d'Aix-en-Provence[Note 6] le couple Colombey apprend que son mariage est déclaré « putatif ».

### Promotion
Pour la promotion du film, la production dévoilait sa « recette » : « Avec La Cuisine au beurre, nous assistons au mariage de la roublardise normande et de la galéjade marseillaise. Comme pourrait l'expliquer Raymond Oliver, voici la recette pour faire un film capable de satisfaire les spectateurs qui veulent rire au cinéma. Vous graissez la poêle avec une noix d’accent normand. Vous jetez une pincée d’herbes provençales. Lorsque ça rissole, vous prenez un Fernandel et un Bourvil de la bonne année que vous placez côte à côte et vous laissez mijoter avec un grand verre de Soleil, beaucoup d’ail, vous ajoutez quelques jolies femmes, une poignée de bonne humeur et après avoir incorporé une pincée de musique toute pleine de couleur qui est celle signée par Jean Marion, vous servez chaud ce plat que vous baptiserez La Cuisine au beurre. »

## Autour du film

### Ambiance de tournage
À la grande surprise de Bourvil, Fernandel (qui était célèbre depuis plus longtemps) le traita comme un débutant et non pas comme une vedette aussi importante que lui. Cette ambiance de tournage tendue transparaît dans les interviews de l'époque, où Fernandel coupe systématiquement la parole à Bourvil et se place devant lui à l’image. 

### Une sculpture à Martigues
La ville de Martigues a commandé au sculpteur Sébastien Langloÿs de reconstituer, en bronze, la première rencontre des deux maris du film, celle où Fernand (Fernandel) s'assoit à une table du restaurant La Sole Normande et commande un pastis à André (Bourvil). Six mois ont été nécessaires au sculpteur pour exécuter cette œuvre, intitulée Reflets, comprenant Fernandel assis à une table entourée de 3 chaises vides (destinées aux visiteurs qui pourront prendre la pose dans cette scène de cinéma recréée) tandis que Bourvil, en tenue de cuisinier portant la toque, est debout face à Fernandel. Cette œuvre a été inaugurée le 1er février 2020 face à la maison au chapeau de gendarme (site du restaurant du film), sur le quai Aristide Briand, de l'autre côté du canal Saint-Sébastien.

### Divers
- Sur un thème similaire : Trop de maris, film américain de Wesley Ruggles (1940) et Le Lit pour trois, film italien de Steno (1960).
- Deux remakes de La Cuisine au beurre ont été réalisés : Mes deux maris, téléfilm d'Henri Helman, avec Patrick Bosso et Bruno Slagmulder (2005), et Pension complète, film de Florent Siri, avec Franck Dubosc et Gérard Lanvin (2015).